# Фил Спектор (телефильм)
«Фил Спектор» (англ. Phil Spector) — биографический телефильм режиссёра и сценариста Дэвида Мэмета. Фильм основан на жизни музыкального продюсера, автора песен и музыканта Фила Спектора, и был выпущен компанией HBO Films 24 марта 2013 года в США. В фильме снялись Аль Пачино в роли Фила Спектора, Хелен Миррен в роли адвоката Линды Кенни Баден, и Джеффри Тэмбор в роли Брюса Катлера. Он преимущественно сосредоточен на отношениях между Филом Спектором и Линдой Кенни Баден, его адвокатом во время его первого из двух процессов по делу об убийстве в 2003 году по поводу смерти Ланы Кларксон в своём калифорнийском особняке.
Фильм открывается необычным опровержением от HBO, заявляя, что фильм является вымышленным и не основан на реальных событиях.
В фильме изначально предполагалось, что Бетт Мидлер исполнит роль Линды, но Мидлер покинула проект после перенесённой травмы спины, и её унесли с места съёмок.

## В ролях
- Аль Пачино — Фил Спектор
- Хелен Миррен — Линда Кенни Баден
- Чиветел Эджиофор — прокурор
- Джеффри Тэмбор — Брюс Катлер
- Джон Пирруччелло — Ник Ставрос
- Джеймс Толкан — Ларри Фидлер
- Наталия Ногулич — Джовонетта Риччи
- Мэттью Рауч — Майк
- Линда Миллер — Ронни Спектор
- Ребекка Пиджон — доктор Фэллон
- Джордж Агилар — водитель мистера Спектора

## Критика
Фильм получил смешанные отзывы от критиков. На сайте Metacritic рейтинг составляет 60 из 100, что означает «смешанные или средние отзывы».

## Награды и номинации
Фильм был номинирован на одиннадцать премий «Эмми», включая лучший мини-сериал или фильм, лучшую мужскую роль в мини-сериале или фильме для Аля Пачино, лучшую женскую роль в мини-сериале или фильме для Хелен Миррен, и лучшую режиссуру и лучший сценарий мини-сериала или фильма для Дэвида Мэмета.
Фильм также был номинирован на две премии «Золотой глобус» за лучшую мужскую роль — мини-
сериал или телефильм (Пачино) и за лучшую женскую роль — мини-сериал или телефильм (Миррен).
Фильм также был номинирован на две премии Гильдии киноактёров США за лучшую мужскую роль в телефильме или мини-сериале (Пачино) и за лучшую женскую роль в телефильме или мини-сериале (Миррен) - победная оказалась у Миррен.
Пачино был номинирован на премию Выбора телевизионных критиков за лучшую мужскую роль в фильме/мини-сериале на 3-й церемонии вручения премии.
| Год  | Премия                         | Категория                                                         | Номинант                                                 | Результат |
| ---- | ------------------------------ | ----------------------------------------------------------------- | -------------------------------------------------------- | --------- |
| 2013 | Выбор телевизионных критиков   | Лучший актёр в фильме/мини-сериале                                | Аль Пачино                                               | Номинация |
| 2013 | Эмми                           | Лучшая работа художника в мини-сериале или фильме                 | Патриция вон Брандерстайн, Фредда Славин, Дайан Ледерман | Номинация |
| 2013 | Эмми                           | Лучшие костюмы в мини-сериале или фильме                          | Дебра Макгуайр, Лоррейн Калверт                          | Номинация |
| 2013 | Эмми                           | Лучшие причёски в мини-сериале или фильме                         | Стэнли Холл, Сидни Корнелл, Майкл Кристон                | Номинация |
| 2013 | Эмми                           | Лучший актёр в мини-сериале или фильме                            | Аль Пачино                                               | Номинация |
| 2013 | Эмми                           | Лучшая актриса в мини-сериале или фильме                          | Хелен Миррен                                             | Номинация |
| 2013 | Эмми                           | Лучший грим в мини-сериале или фильме                             | Крис Бингэм, Хильди Гинсберг, Джон Кальоне-мл.           | Номинация |
| 2013 | Эмми                           | Лучший звук в мини-сериале или фильме                             | Гэри Алпер, Рой Уолдспургер, Майкл Бэрри                 | Номинация |
| 2013 | Эмми                           | Лучшая режиссура мини-сериала, фильма или драматической программы | Дэвид Мэмет                                              | Номинация |
| 2013 | Эмми                           | Лучший сценарий мини-сериала, фильма или драматической программы  | Дэвид Мэмет                                              | Номинация |
| 2013 | Эмми                           | Лучший мини-сериал или фильм                                      | «Фил Спектор»                                            | Номинация |
| 2014 | Золотой глобус                 | Лучший актёр — мини-сериал или телефильм                          | Аль Пачино                                               | Номинация |
| 2014 | Золотой глобус                 | Лучшая актриса — мини-сериал или телефильм                        | Хелен Миррен                                             | Номинация |
| 2014 | Спутник                        | Лучший актёр — мини-сериал или телефильм                          | Аль Пачино                                               | Номинация |
| 2014 | Спутник                        | Лучшая актриса — мини-сериал или телефильм                        | Хелен Миррен                                             | Номинация |
| 2014 | Спутник                        | Лучший мини-сериал или телефильм                                  | «Фил Спектор»                                            | Номинация |
| 2014 | Премия Гильдии киноактёров США | Лучшая актриса в мини-сериале или телефильме                      | Хелен Миррен                                             | Победа    |
| 2014 | Премия Гильдии киноактёров США | Лучший актёр в мини-сериале или телефильме                        | Аль Пачино                                               | Номинация |